# Tyskland och eurosamarbetet
Tyskland har euron som valuta sedan den 1 januari 1999. Euron är Europeiska unionens officiella valuta, som används i många av Europeiska unionens medlemsstater och ett antal andra stater utanför unionen. De länder som använder euron kallas gemensamt för euroområdet. De lägre valörerna av euron utgörs av mynt, medan de högre valörerna utgörs av sedlar. Euromynten har en gemensam europeisk sida som visar värdet på myntet och en nationell sida som visar en symbol vald av den medlemsstat där myntet präglades. Varje medlemsstat har således en eller flera symboler som är unika för just det landet.
För bilder av den gemensamma sidan och en detaljerad beskrivning av mynten, se artikeln om euromynt.
De tyska euromynten präglas av tre olika designer. De lägsta valörerna, 1-, 2- och 5-centmynten, präglas av ett ekblad. 10-, 20- och 50-centmynten präglas av Brandenburger tor medan de högsta valörerna, 1- och 2-euromynten, präglas av den tyska vapenörnen. Alla mynt visar EU:s tolv stjärnor samt det årtal då respektive mynt präglats. De tyska 2-euromynten har dessutom en text på kanten: EINIGKEIT UND RECHT UND FREIHEIT, vilket betyder Enighet och rättvisa och frihet och är Tysklands valspråk. Varje år ger Tyskland ut ett jubileumsmynt som har anknytning till ett av förbundsländerna.
Tysklands gamla valuta, tysk mark, kan växlas in hos landets centralbank på obegränsad tid.
Tyskland har präglat en serie mynt och sju versioner av 2-euro jubileumsmynt.